# VC Mamer
Volleyball Club Mamer est un club luxembourgeois de volley-ball fondé en 1976 et  basé à Mamer, évoluant pour la saison 2015-2016 en Novotel Ligue Dames. 

## Palmarès
- Championnat du Luxembourg[3]
  - Vainqueur : 1994, 1995, 1996, 1997, 1999, 2000, 2001, 2002, 2003, 2007, 2013, 2016[4]
  - Finaliste : 2008, 2012, 2014, 2015[5]
- Coupe du Luxembourg[3]
  - Vainqueur : 1994, 1995, 1996, 1998, 1999, 2000, 2001, 2003, 2004, 2014, 2016[6]
  - Finaliste : 2010, 2015.

## Effectifs

### Saison 2014-2015
Entraîneur :  Bogdan Birca